# Shinsuke Shiotani
Shinsuke Shiotani (jap. 塩谷 伸介, Shiotani Shinsuke; * 11. Mai 1970 in der Präfektur Osaka) ist ein ehemaliger japanischer Fußballspieler.

## Karriere
Shiotani erlernte das Fußballspielen in der Schulmannschaft der Kindai University High School und der Universitätsmannschaft der Kinki-Universität. Seinen ersten Vertrag unterschrieb er 1993 bei Otsuka Pharmaceutical. Der Verein spielte in der zweithöchsten Liga des Landes, der Japan Football League. Für den Verein absolvierte er 47 Spiele. 1996 wechselte er zum Erstligisten Kyoto Purple Sanga. Für den Verein absolvierte er 47 Erstligaspiele. 1999 wechselte er zum Ligakonkurrenten Gamba Osaka. Für den Verein absolvierte er zwei Erstligaspiele. Ende 1998 beendete er seine Karriere als Fußballspieler.